# 咸镜道
咸鏡道（：／ Hamgyŏng-to）是昔日朝鮮八道之一，位於朝鮮半島東北部，道府位於咸興。

## 沿革
始於1413年，稱永吉道 （영길도）。1416年，稱咸吉道 （함길도）1470年改稱永安道 （영안도），1509年改稱現名。道名由咸興（함흥）和鏡城（경성）合成。這些地方之前土著是女真人。朝鲜世宗派金宗瑞发兵此地使豆满江成为两国疆界。
在燕山君時代曾改名永安道。
1895年，朝鮮行二十三府制。本道被分為三府，即南部的咸興府、西北部的甲山府（갑산부）和東北部的鏡城府。翌年即廢，鏡城府改制為咸鏡北道，甲山、咸興兩府合併為咸鏡南道。兩道目前皆為朝鮮民主主義人民共和國所轄。

## 地理
本道傳統上分為關南地方、關北地方兩部分。東為日本海，西為平安道，南為江原道，北為中國（後來還有俄羅斯）。